# Agathosma sedifolia
Agathosma sedifolia är en vinruteväxtart som beskrevs av Diederich Franz Leonhard von Schlechtendal. Agathosma sedifolia ingår i släktet Agathosma och familjen vinruteväxter. Inga underarter finns listade i Catalogue of Life.